# Tomasz Brzostek
Tomasz Marian Brzostek – polski lekarz, profesor nauk medycznych, nauczyciel akademicki Uniwersytetu Jagiellońskiego, specjalności naukowe: choroby wewnętrzne, ochrona zdrowia.

## Życiorys
W 1979 ukończył studia na kierunku medycyna w Akademii Medycznej im. Mikołaja Kopernika w Krakowie. Tam też w 1985 na podstawie rozprawy pt. Wpływ werapamilu na nadciśnienie płucne i obciążenie prawej komory serca. Porównanie z próbą tlenową uzyskał na Wydziale Lekarskim stopień naukowy doktora nauk medycznych w dyscyplinie medycyna. W 1991 na Katolickim Uniwersytecie w Lowanium na podstawie rozprawy pt. Thrombolysis and Acute Myocardial infarction: Early and Late Effects on Clinical Status, Left Ventricular Function and Exercise Capacity otrzymał stopień doktora nauk medycznych w zakresie medycyny. W 1995 na podstawie dorobku naukowego oraz pracy pt. Czynność lewej komory i tolerancja wysiłkowa po leczeniu trombolitycznym rt-PA w świeżym zawale mięśnia serca nadano mu w Wydziale Lekarskim Collegium Medicum Uniwersytetu Jagiellońskiego stopień naukowy doktora habilitowanego nauk medycznych (dyscyplina: medycyna, specjalność: kardiologia). Prezydent RP nadał mu w 2009 tytuł profesora nauk medycznych.
Został profesorem zwyczajnym w Uniwersytecie Jagiellońskim w Collegium Medicum na Wydziale Nauk o Zdrowiu w Instytucie Pielęgniarstwa i Położnictwa oraz dziekanem tego wydziału.
W 2019 został członkiem Rady Doskonałości Naukowej I kadencji.

## Odznaczenia
- Srebrny Krzyż Zasługi (2007)[5]